# Wikipedia în armeană
Wikipedia în armeană (în armeană Վիքիպեդիա) este versiunea în limba armeană a Wikipediei, și se află în prezent pe locul 38 în topul Wikipediilor, după numărul de articole. În prezent are aproximativ 207 000 de articole.